# Bathycampylaspis dactyloclavata
Bathycampylaspis dactyloclavata är en kräftdjursart som beskrevs av Muhlenhardt- Siegel 1996. Bathycampylaspis dactyloclavata ingår i släktet Bathycampylaspis och familjen Nannastacidae.
Artens utbredningsområde är Röda havet. Inga underarter finns listade i Catalogue of Life.